# Trepča

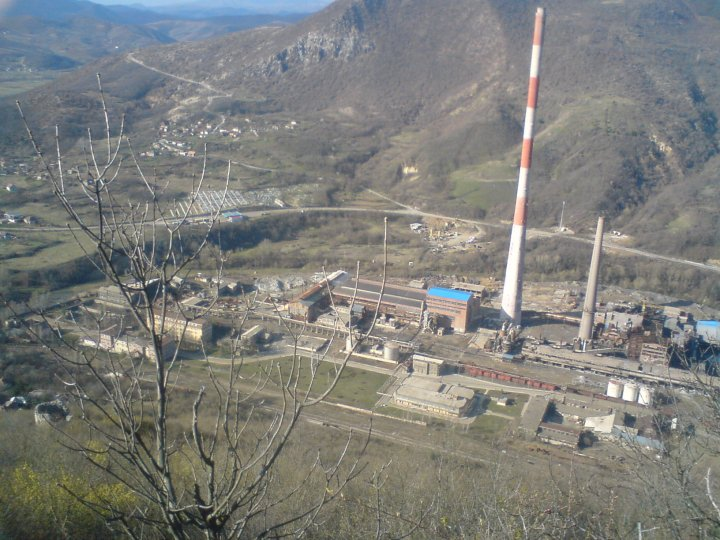
Der Talkessel von Trepča mit Teilen der Anlage

Trepča (albanisch Trepça, mit vollständigem Namen Xehtaro-Metalurgjik; serbisch-kyrillisch Трепча) ist ein ehemaliges Industriekombinat nordöstlich von Mitrovica im Kosovo.

## Geschichte
Der Komplex nahm 1926 unter britischer Leitung seine Arbeit auf. Er besteht aus Bergwerken, Hütten und verarbeitenden Betrieben. In der Nähe befinden sich größere Blei- und Zink-Lagerstätten, dazu kommen Silber, Gold, Nickel, Kobalt, Aluminium, Eisen, Cadmium und Chrom sowie Lignit.
Ende der 1980er Jahre beschäftigte Trepča mehr als 20.000 Arbeiter und Angestellte und verfügte über Fabriken, Ländereien und Hotels im Kosovo und darüber hinaus. Das Kernunternehmen machte in dieser Zeit beständig Verluste und konnte notwendige Investitionen nicht aus eigener Kraft vornehmen. Während des Kosovokrieges stritten Serben und Albaner um die Kontrolle der Anlagen. Im August 2000 besetzten KFOR-Truppen gegen den Widerstand serbischer Arbeiter das Unternehmen.
Das Bleibergwerk und die Bleihütte wurden im Jahr 2000 geschlossen. Das Gebiet ist bis heute unsaniert.

## Nutzung als Flüchtlingslager
Die Vereinten Nationen richteten 1999 auf dem Gelände des Industriekombinats Trepča die temporären Flüchtlingslager Žitkovac, Kablare und Česmin Lug ein. Hier wurden Roma, Aschkali und Ägypter (RAE) untergebracht, darunter etwa 300 Roma-Familien (Stand: 2006). Die Verantwortung für Česmin Lug wurde 2001 an die United Nations Interim Administration Mission in Kosovo (UNMIK) übergeben.
Im Juli und Oktober 2004 berichtete die Weltgesundheitsorganisation (WHO), dass ein Drittel der dort untersuchten Kinder überhöhte Werte von Blei im Blut hatte. Das Blut von zwölf Kindern wies sehr hohe Bleiwerte auf. Daraufhin forderte die WHO die schnelle Umsiedelung der Bewohner.
Im Oktober 2005 entsandte die Gesellschaft für bedrohte Völker eine Arbeitsgruppe zur Untersuchung von Blut- und Haarproben in die Lager. Die Arbeitsgruppe fand in den Haarproben einiger Kinder „die höchste jemals in menschlichem Haar nachgewiesene Bleibelastung“. Die Gesellschaft für bedrohte Völker erhob daraufhin massive Vorwürfe gegen die Vereinten Nationen. Die UNMIK habe mehrere hundert Menschen jahrelang wissentlich einer extrem hohen Belastung durch tödlich giftige Schwermetalle ausgesetzt.
Im Jahr 2006 wurden die Lager Žitkovac und Kablare geschlossen. Für deren Bewohner wurde mit finanzieller Unterstützung der Regierungen mehrerer europäischer Staaten wenige Meter entfernt von Česmin Lug das temporäre Lager Osterode aufgebaut – auch dieses war kontaminiert. Am 8. Oktober 2010 wurde das Lager Česmin Lug geschlossen.